# Kirkbampton
Kirkbampton är en by och en civil parish i Cumbria i England. Orten har 471 invånare (2001). Den har en kyrka.